# Pevek
Pevék (in russo Певе́к?; in ciukcio Пээкин, Pėėkin, o anche Пээк, Pėėk) è una località nel nord della Russia dove è situato il principale porto che si affaccia sul Mare della Siberia Orientale, è il centro abitato più settentrionale della Federazione Russa.
Pevek è situata nella baia del Čaun, sopra il circolo polare artico, ed è parte del circondario autonomo della Čukotka, capoluogo del Čaunskij rajon. Pevek è la città più settentrionale della Russia.

## Storia
Pevek è stata fondata nel 1933 in relazione all'esplorazione di materie prime sulla Chukotka e prevede di utilizzare la rotta del Mare del Nord. Prende il nome dalla montagna Peekinei alta 518 m (in russo: Пээкиней, montagna spessa, dal Chukchi peek o pevek per grasso) sopra il villaggio.
A Pevek, l'amministrazione di diversi campi penali faceva parte del sistema dei Gulag, come il Chaunchukotlag dal 1949 al 1957 e il Chaunlag dal 1951 al 1953 (dal nome del fiume Chaun, che sfocia nell'omonima baia più a sud). A volte, fino a 11.000 persone sono state imprigionate in questi campi contemporaneamente. Nel 1967, fu riconosciuta come città.
Con la crisi economica degli anni '90 e il declino della rotta del Mare del Nord, la popolazione è diminuita drasticamente.

### Sviluppo della popolazione
| Anno | Abitanti |
| ---- | -------- |
| 1939 | 426      |
| 1959 | 5.752    |
| 1970 | 10.528   |
| 1979 | 11.060   |
| 1989 | 12.915   |
| 2002 | 5.206    |
| 2009 | 4.162    |
| 2021 | 4.513    |

## Economia
Nelle vicinanze di Pevek ci sono giacimenti di oro, stagno, mercurio e carbon fossile. Oggi, la città è un centro logistico principalmente per la ricerca dell'oro, che è gestito da diversi piccoli Artel (per Artel si intende un'associazione volontaria di persone nell'Impero russo per organizzare attività economiche congiunte). A Pevek ci sono varie società di costruzioni e servizi pubblici, tra cui la centrale di cogenerazione a carbone Tschaun. Il cibo è prodotto per le esigenze locali.
L'estrazione del minerale di stagno, iniziata nel 1941 vicino all'insediamento di Walkumei (Валькумей), dodici chilometri a sud, è stata interrotta nel 1998, e con essa la sua ulteriore lavorazione in concentrato a Pevek. Gli impianti minerari di Walkumei sono stati in parte smantellati.
Dalla fine del 2019, la centrale nucleare Akademik Lomonosov si trova a Pevek. Dopo la nave della centrale elettrica Sturgis, è la seconda centrale nucleare galleggiante al mondo. Si tratta di fornire elettricità alle piattaforme di trivellazione petrolifera al largo della costa della città e alla stessa Pevek. L'Akademik Lomonossov sostituisce la centrale nucleare di Bilibino e la centrale a carbone locale, facendo di Pevek il sito della centrale nucleare più settentrionale del mondo. 

## Infrastrutture e trasporti
Ha un porto marittimo sulla rotta del Mare del Nord e un aeroporto.

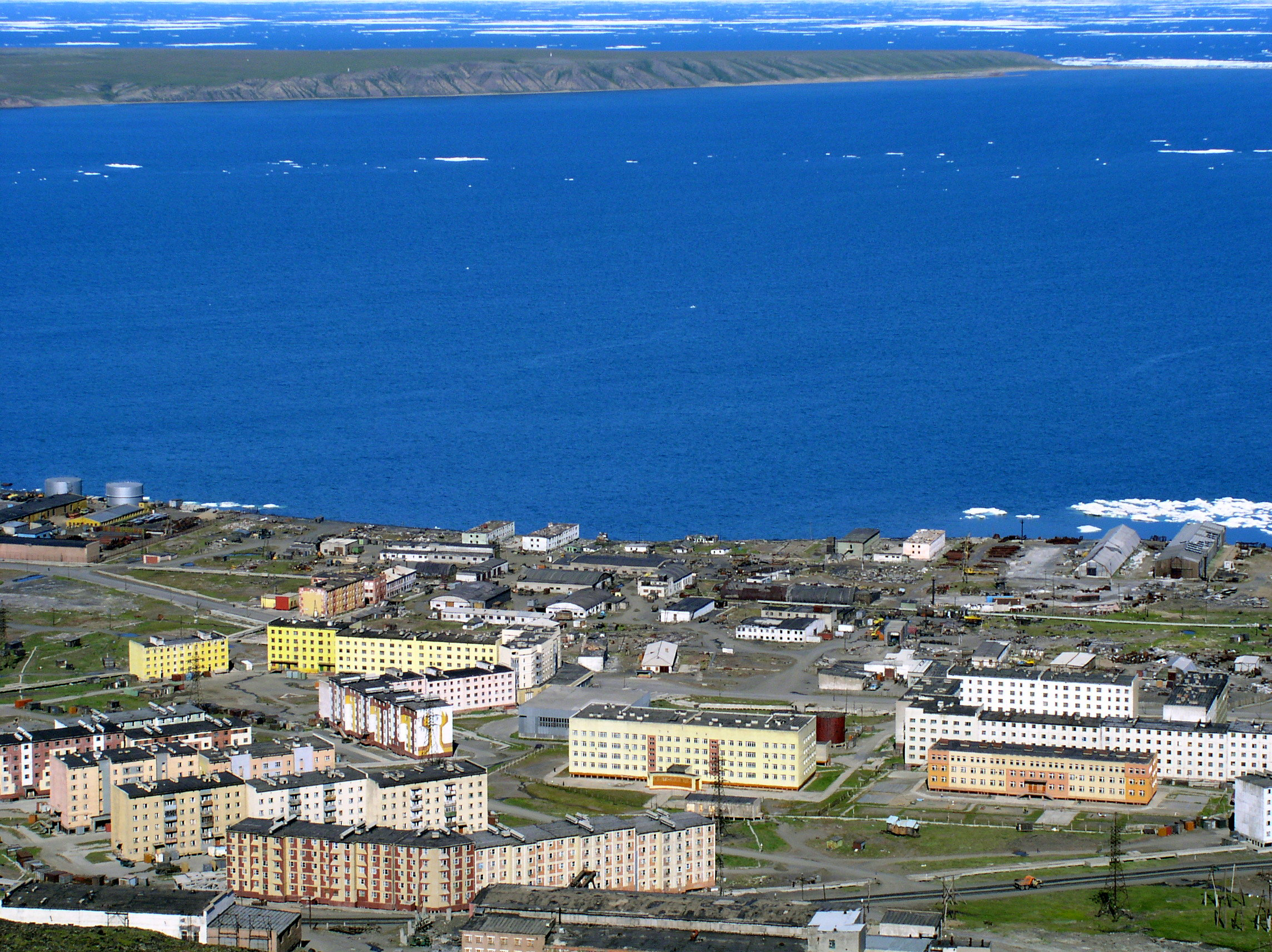
Pevek in estate

### Aereo
La città di Pevek è servita dall'Aeroporto di Pevek-Apapel'ghino distante 17 km dalla città e raggiungibile con una linea del trasporto pubblico. Attualmente l'Aeroporto di Pevek è gestito dalla compagnia aerea russa Čukotavia, inoltre a Pevek effettuano i voli di linea le compagnie aeree russe: Kavminvodyavia (KMVavia), PAL Perm Airlines. Le destinazioni principali dei voli sono: Aeroporto di Mosca-Vnukovo, Aeroporto di Anadyr', Aeroporto di Irkutsk, Aeroporto di Magadan-Sokol.

## Clima
| Pevek (1991-2020) Fonte:    | Mesi         | Mesi         | Mesi         | Mesi         | Mesi         | Mesi         | Mesi        | Mesi        | Mesi         | Mesi         | Mesi         | Mesi         | Stagioni | Stagioni | Stagioni | Stagioni | Anno  |
| Pevek (1991-2020) Fonte:    | Gen          | Feb          | Mar          | Apr          | Mag          | Giu          | Lug         | Ago         | Set          | Ott          | Nov          | Dic          | Inv      | Pri      | Est      | Aut      | Anno  |
| --------------------------- | ------------ | ------------ | ------------ | ------------ | ------------ | ------------ | ----------- | ----------- | ------------ | ------------ | ------------ | ------------ | -------- | -------- | -------- | -------- | ----- |
| T. max. media (°C)          | −22,3        | −22,7        | −17,2        | −10,3        | 1,0          | 10,7         | 13,4        | 10,9        | 6,0          | −2,9         | −11,8        | −19,8        | −21,6    | −8,8     | 11,7     | −2,9     | −5,4  |
| T. media (°C)               | −25,6        | −26,2        | −21,4        | −14,3        | −2,2         | 6,1          | 9,0         | 7,8         | 3,9          | −4,7         | −14,7        | −22,8        | −24,9    | −12,6    | 7,6      | −5,2     | −8,8  |
| T. min. media (°C)          | −28,9        | −29,6        | −25,6        | −18,9        | −5,6         | 2,3          | 5,5         | 5,0         | 1,9          | −6,6         | −17,9        | −25,9        | −28,1    | −16,7    | 4,3      | −7,5     | −12,0 |
| T. max. assoluta (°C)       | 8,9 (1971)   | 5,6 (2014)   | 5,8 (2011)   | 8,6 (2018)   | 17,1 (2016)  | 27,0 (1974)  | 29,2 (2010) | 25,7 (2014) | 20,3 (2009)  | 14,5 (2018)  | 8,0 (1973)   | 8,9 (1955)   | 8,9      | 17,1     | 29,2     | 20,3     | 29,2  |
| T. min. assoluta (°C)       | −45,0 (1973) | −50,0 (1978) | −43,3 (2010) | −41,0 (1976) | −30,0 (1975) | −10,6 (1983) | −2,2 (1970) | −5,1 (1988) | −12,7 (1983) | −29,3 (1986) | −39,7 (1982) | −40,6 (1990) | −50,0    | −43,3    | −10,6    | −39,7    | −50,0 |
| Nuvolosità (okta al giorno) | 5,7          | 5,5          | 4,7          | 5,0          | 5,8          | 6,3          | 6,7         | 7,4         | 7,7          | 7,2          | 6,2          | 5,7          | 5,6      | 5,2      | 6,8      | 7,0      | 6,2   |
| Precipitazioni (mm)         | 18           | 13           | 9            | 9            | 9            | 19           | 36          | 34          | 26           | 21           | 16           | 14           | 45       | 27       | 89       | 63       | 224   |
| Giorni di pioggia           | 0            | 0            | 0            | 0            | 1            | 6            | 13          | 12          | 8            | 0,4          | 0,2          | 0,0          | 0,0      | 1,0      | 31,0     | 8,6      | 40,6  |
| Giorni di neve              | 17           | 18           | 14           | 13           | 13           | 5            | 4           | 3           | 15           | 20           | 17           | 18           | 53       | 40       | 12       | 52       | 157   |
| Giorni di nebbia            | 1            | 2            | 0,2          | 0,0          | 2,0          | 2,0          | 2,0         | 2,0         | 2,0          | 1,0          | 1,0          | 0,1          | 3,1      | 2,2      | 6,0      | 4,0      | 15,3  |
| Umidità relativa media (%)  | 83           | 82           | 82           | 83           | 78           | 74           | 78          | 80          | 80           | 80           | 84           | 83           | 82,7     | 81       | 77,3     | 81,3     | 80,6  |
| Vento (direzione-m/s)       | SW 3,1       | SW 2,7       | SW 2,8       | SW 3,1       | S 4,7        | SW 4,4       | SW 4,0      | N 4,1       | S 4,6        | E 4,3        | SW 3,3       | SW 2,9       | 2,9      | 3,5      | 4,2      | 4,1      | 3,7   |